# ديسومة
دَيْسُومَة أو خُسْبُورة هو جنس من النباتات في عائلة الكرنبية.